# G2000
CZ G2000 je pistole vyráběná firmou CZ-Guns Trade a vyvážená firmou Arms Moravia. Vyráběla se v rážích 9 × 19 mm Parabellum a .40 S&W s rozdílnou kapacitou zásobníku.

## Historie
Pistole se poprvé objevila v roce 1999 díky firmě Arms Moravia na zkouškách zbraní pro českou policii. Nicméně do povědomí odborné veřejnosti se dostala až na mezinárodní výstavě IDEX-99. Na evropském komerčním trhu se prodávala mezi lety 1999 a 2005, než bez dalších detailů zmizela z trhu.

## Design
Tělo zbraně CZ G2000 je z polymeru. Pistole prošla zátěžovými testy na špinavé a mokré prostředí bez mazacího oleje ve zvýšených i nízkých teplotách pod -40 °C.

### Funkce
Zbraň CZ 2000 má konstrukci na browningovo principu s automatickým zámkem závěru poklesem hlavně. Odpor spouště při režimu střelby single – action je 2.4 kg a při double – action 4.9 kg.

### Pojistka
Pistole má vypouštěč nataženého kohoutu který je vlastně jedinou manuální pojistkou na zbrani. K tomu má zbraň také spoušťovou pojistku, která zabraňuje nechtěnému výstřelu pokud není spoušť správně stisknuta.

## Uživatelé
- Licencovaná firmou CAVIM jako Zamorana v roce 2005 a odhalena v roce 2006, vytvořená s pomocí původních českých konstruktérů.[1][2][3] Má kapacitu zásobníku pouze 15 nábojů v ráži 9×19mm.[4] Byla přijata do výzbroje ozbrojených složek Venezuely.[5][6]